# Palácio dos Marqueses de Fronteira

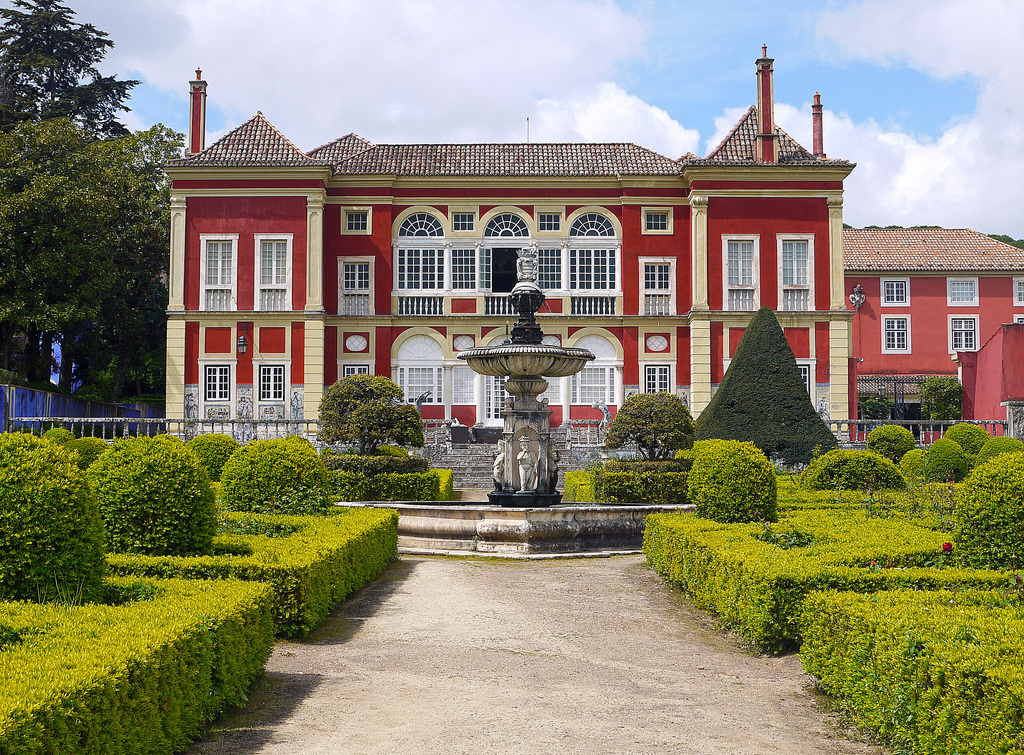
Palacio Fronteira

Der Palácio dos Marqueses de Fronteira (Palast der Marquis de Fronteira) ist ein Palast im Lissabonner Stadtteil São Domingos de Benfica, am Largo de São Domingos de Benfica, unterhalb der Serra de Monsanto. Er gilt als bedeutendes Beispiel der portugiesischen Renaissancearchitektur und ist einer von wenigen Palästen, die das Erdbeben von Lissabon 1755 unbeschadet überstanden haben und so einen guten Eindruck vom Prunk des portugiesischen Adels während der Zeit des portugiesischen Weltreiches geben können.

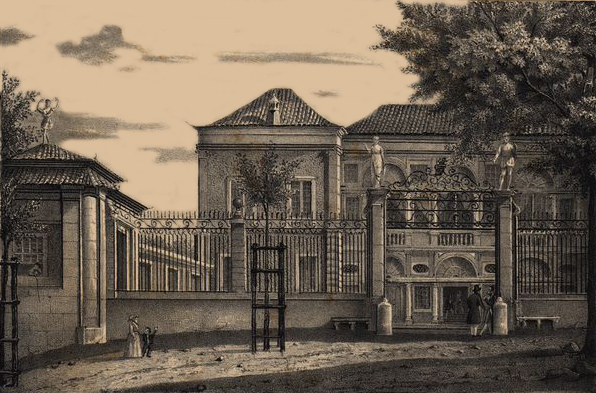
Der Palast um 1850

## Geschichte
Der Palast wurde zwischen 1650 und 1675 durch Dom João de Mascarenhas, zweiter Conde de Torre und erster Marquês de Fronteira, im italienischen Stil erbaut. Die Anlage besteht bis heute in unveränderter Form.

## Außenanlage
Eine große Parkanlage im Stil eines klassischen italienischen Gartens bildet die Außenanlage des Palastes. Sie liegt L-förmig im Osten und Süden des Palastes und ist wie dieser sehr reich mit Tableaus aus bemalten Kacheln, sogenannten Azulejos, geschmückt. Die teils monochrom blauen, teils mehrfarbigen Azulejos stammen aus Portugal, den Niederlanden und Spanien und verkleiden weite Teile der Gartenarchitekturen und des Sockelgeschosses des Palastes. Die Darstellungen weisen eine große Themenvielfalt auf: mythologische Themen, Porträts, einfache Alltagsszenen des Landlebens, der Jagd und des Fischfanges, Genredarstellungen, Personifikationen der Elemente, Planeten und Tierkreiszeichen, Monatsdarstellungen, zahllose heimische und exotische Tiere, allegorische Darstellungen mit als Menschen gekleideten Affen und Katzen und vieles mehr.
Vor der Hauptfassade auf der Ostseite des Palastes befindet sich das große Parterre, ein Formalgarten mit geometrisch geschnittenen Hecken und Gehölzen; es ist in vier quadratische Kompartimente gegliedert. Im Zentrum der Anlage sowie in der Mitte der einzelnen Abteilungen, die selbst wieder in vier Teile untergliedert sind, stehen Brunnen, die äußeren Ecken der vier Hauptabteilungen werden durch lebensgroße Blei-Skulpturen akzentuiert.

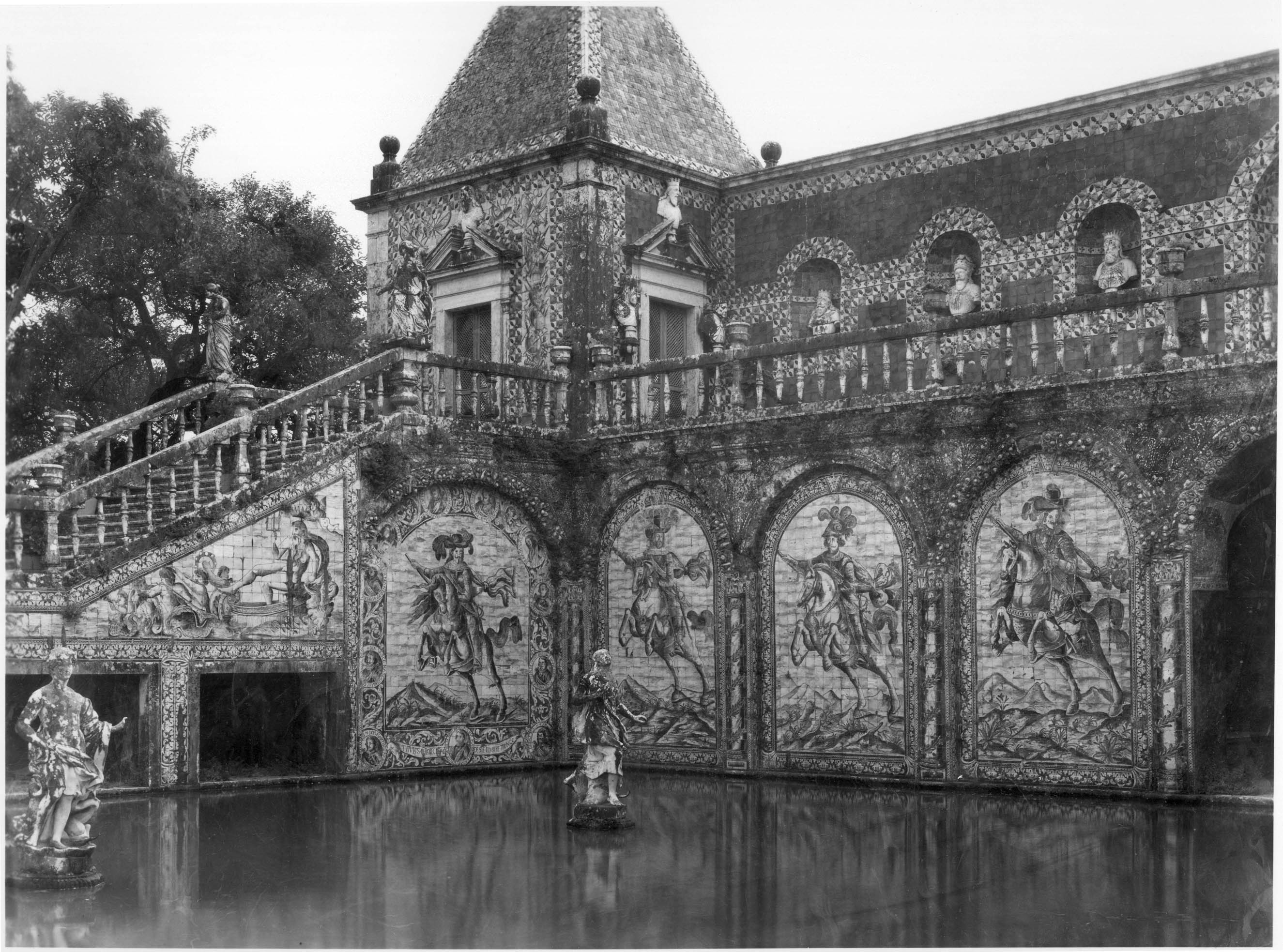
Detail der Brunnenanlage

Der Formalgarten wird im Süden auf ganzer Breite von einer großen Brunnenanlage begrenzt, in deren Becken sich weitere Skulpturen befinden. Auf der großen Fliesenwand an der Rückwand der Anlage sind 14 lebensgroße Reiter zu sehen, die teilweise Mitglieder der Familie Mascarenhas darstellen. Über zwei Freitreppen links und rechts erreicht man eine Etage höher die Galería dos Reis (Galerie der Könige), in der die Marmor-Büsten aller portugiesischen Könige bis zu Johann VI. ausgestellt sind. Das selbstbewusste politische Programm der Dekoration ist offensichtlich: der Adel, der 1640 – nur wenige Jahre vor der Bauzeit – entscheidend dazu beigetragen hatte, die spanische Herrschaft in Portugal zu beenden, stellt die Basis des Königreiches.
Von der Galerie der Könige aus gelangt man westlich in den etwas höher gelegenen, frei gestalteten Jardim de Vénus (Garten der Venus) vor der Südfassade des Palastes mit seinem alten Baumbestand aus dem 19. Jahrhundert. Die überaus reich mit Azulejos, freistehenden Skulpturen und farbigen, plastischen Terracotta-Dekorationen im Stil der Della Robbia ausgestattete Terrasse der Galería de las Artes (Galerie der Künste) vermittelt zwischen Garten und Palast. Hier befindet sich mit der Kapelle aus dem 16. Jahrhundert auch der älteste Gebäudeteil der Anlage sowie die Casa de Fresco (Kühles Haus), ein kleines Gebäude mit einem verspielten Rokoko-Wasserbecken vor dem Eingang und einer über und über mit Glas, farbigen Steinen, Porzellanscherben und Kacheln verzierten Fassade. Im Inneren wird das klassische Gartenmotiv der Grotte mit Brunnen, Wasserspeiern und einer Wandgestaltung aus Steinen und Naturmaterialien wie Muscheln aufgegriffen.

## Inneneinrichtung
Der Palast ist in diverse Säle eingeteilt, so die Sala dos Batalhas (Saal der Schlachten), in dem für gewöhnlich große Festessen stattfinden. Dort befindet sich auch ein Azulejo-Fries mit Dom Fernando de Mascarenhas, dem ersten Conde de Torres, der im Restaurationskrieg ab 1640 eine wichtige Rolle spielte. Des Weiteren sind in diesem Saal bedeutende Paneele von Pedro Alexandro zu finden. Auch befindet sich im Schloss ein Relief, das Dom Pedro de Mascarenhas, einen Vizekönig von Indien und den letzten Abt von Crato zeigt. Im ganzen Haus befinden sich wertvolle Gemälde von de Sequeira und Pellegrini.

## Bedeutung des Anwesens

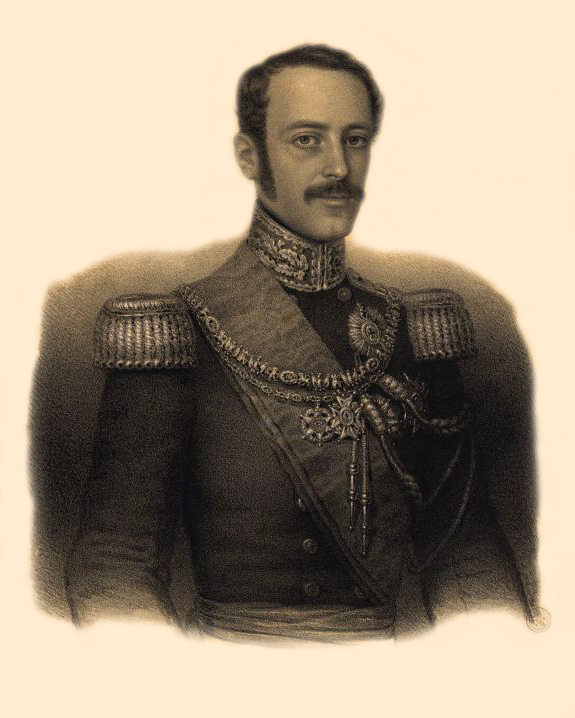
Der siebte Marquis von Fronteira: José Trazimundo Mascarenhas Barreto

Für Portugal hatte dieses Anwesen eine herausragende Bedeutung: Lange besuchten die neuakkreditierten Botschafter noch vor dem König den Marquês de Fronteira. In dem Haus fanden die bedeutendsten literarischen Salons Portugals statt, unter der Leitung der Marquessa de Alorna, bekannter unter dem Namen Alcipe. Der Legende nach soll der Hl. Franz Xaver vor der Überfahrt nach Indien in der Kapelle seine letzte Messe auf europäischem Boden gehalten haben. Auch war der Palast Aufenthaltsort für den späteren Herzog von Wellington, Sir Arthur Wellesley, der während der Iberischen Kriege gegen Napoleon hier Ruhe und Entspannung fand. Der deutsche Adlige und Schriftsteller Felix Fürst von Lichnowsky hielt sich 1843 für einige Wochen auf Einladung des Marquês de Fronteira in dem Anwesen auf und schrieb darüber. Der französische Schriftsteller Pascal Quignard ließ seinen Roman La frontière in den Anlagen des Palastes spielen. Der deutsche Schriftsteller Friedrich Sieburg nannte die Parkanlage gar „einen der künstlichsten und schönsten Gärten der Welt“.

## Besichtigung
Der Palast ist noch heute von den Nachkommen der Familie Mascarenhas bewohnt. Die Außenanlagen können besichtigt werden, der Innenbereich nur zu bestimmten Zeiten oder nach Rücksprache.